# 昂日迪克
昂日迪克（法語：Angeduc，法語發音：[ɑ̃ʒdyk]）是法国夏朗德省的一个市镇，属于干邑区。

## 地理
昂日迪克（45°28'29"N, 0°3'1"W）面积3.59 平方千米，位于法国新阿基坦大区夏朗德省，该省份为法国西部内陆省份，北起德塞夫勒省和维埃纳省，东临上维埃纳省，东南至多尔多涅省，南至多爾多涅省，西接滨海夏朗德省。
与昂日迪克接壤的市镇（或旧市镇、城区）包括：瓦勒德维涅、圣奥莱拉沙佩尔、圣博内。

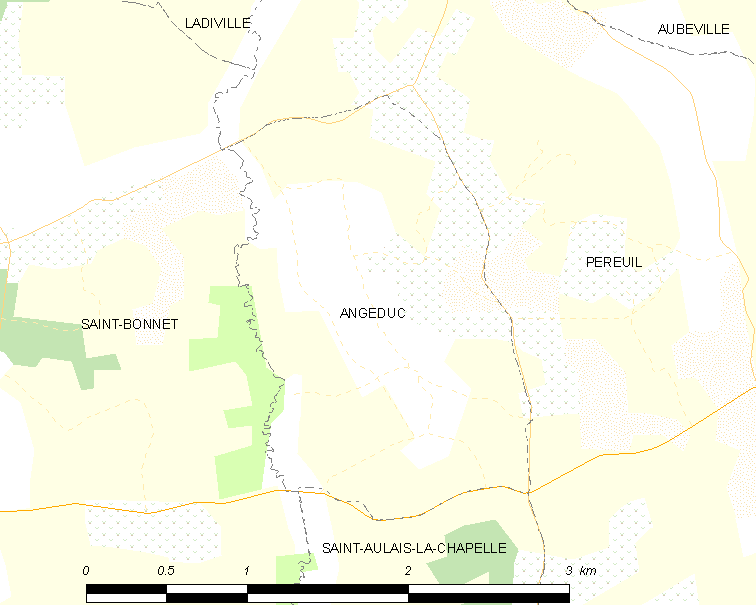
昂日迪克的OSM定位图

昂日迪克的时区为UTC+01:00、UTC+02:00（夏令时）。

## 行政
昂日迪克的邮政编码为16300，INSEE市镇编码为16014。

## 政治
昂日迪克所属的省级选区为夏朗德南县。

## 人口

1962-2008年间昂日迪克人口变化图示

昂日迪克于2022年1月1日时的人口数量为143人。